# Радіо та телебачення Боснії і Герцеговини
BHRT (Bosanskohercegovačka radio-televizija; Боснійсько-герцеговинське радіо і телебачення) — боснійська громадська телерадіокомпанія.

## Історія

### Radio Sarajevo (1945—1969)
У 1945 році була створена радіокомпанія Radio Sarajevo, яка запустила в тому ж році однойменну радіостанцію, пізніше була запущена радіостанція Radio Sarajevo 2, радіостанція Radio Sarajevo в Radio Sarajevo 1.

### Radiotelevizija Sarajevo (1969—1992)
У 1969 році Radio Sarajevo запустив телеканал Televizija Sarajevo і був перейменований в Radiotelevizija Sarajevo. Пізніше Radiotelevizija Sarajevo запустила радіостанцію Radio Sarajevo 3, в 1972 році телеканал Televizija Sarajevo 2, а Televizija Sarajevo став називатися Televizija Sarajevo 1, в 1989 році — супутниковий телеканал Televizija Sarajevo 3.

### RTVBiH (1992—2004)
У 1992 році Radiotelevizija Sarajevo була перейменована RTVBiH (Radiotelevizija Bosne i Hercegovine — «Радіо і телебачення Боснії і Герцеговини»), Televizija Sarajevo було перейменовано в tvBiH (Televizija Bosne i Hercegovine — «Телебачення Боснії і Герцеговини»), Radio Sarajevo в Radio Bosne i Hercegovine (Радіо Боснії і Герцеговини).

### BHRT (з 2004 року)
У 2004 році RTVBiH було перейменовано в BHRT, tvBiH в BHT 1 (Bosanskohercegovačka televizija — «Боснійсько-герцеговинське телебачення»), Radio Bosne i Hercegovine в BH Radio 1 («Боснійсько-герцеговинське радіо»).

## Телеканали і радіостанції

### Загальнонаціональні телеканали загальної тематики
- BHT 1

Доступний у всіх районах Боснії і Герцеговини через ефірне, кабельне та супутникове телебачення.

### Загальнонаціональні радіостанції загальної тематики
- BH Radio 1

Доступна у всіх районах Боснії і Герцеговині через ефірне радіомовлення (аналогове на УКХ (УКВ CCIR), BH Radio 1 раніше на СВ).

## Управління та фінансування
Очолюється Радою директорів (Upravni odbor), яка призначається парламентом. Фінансується переважно за рахунок податку зібраного з усіх власників телевізорів і радіоприймачів.